# Sobór Trójcy Świętej w Majkopie
Sobór Trójcy Świętej – prawosławny sobór w Majkopie, katedra eparchii majkopskiej i adygejskiej.
Cerkiew została wzniesiona z inicjatywy mieszkańców zachodnich kwartałów Majkopu. Budowę rozpoczęto w 1881, bez zgody odpowiednich organów duchownych. Początkowo konsystorz eparchii kaukaskiej i stawropolskiej był przeciwny inwestycji, z uwagi na istnienie dwóch innych świątyń prawosławnych w mieście. Ostatecznie jednak wydała w tej sprawie pozytywną opinię. Położenie kamienia węgielnego miało miejsce 3 października 1882. Dwa lata później, z braku środków, budowa cerkwi została przerwana. Ostatecznie dzięki zbiórce funduszy prace wznowiono. Począwszy od 1887 trwały prace nad dekoracją wnętrza świątyni, zaś w 1888 poinformowano o ukończeniu budowy. Poświęcenie cerkwi miało miejsce 12 marca 1889. Budynek został wzniesiony z palonej cegły, z kopułami z drewna. Dzwonnicę cerkiewną zbudowano nad przedsionkiem świątyni. Przy cerkwi istniała szkoła parafialna.
Świątynia pozostawała czynna do 1937. Została otwarta ponownie w czasie niemieckiej okupacji Północnego Kaukazu, w 1943, i od tego czasu stale należy do parafii prawosławnej. W 1994 otrzymała status soboru nowo utworzonej eparchii majkopskiej i armawirskiej. W 1999 dobudowano do niej drugi ołtarz.